# 崇義站
崇義站（：／ Songui yeok */?）是水仁·盆唐線沿線的一座地下車站，位於韓國仁川廣域市彌鄒忽區崇義洞，韓語副站名是「仁荷大醫院」（인하대병원）。本站原為水仁線總站，後來隨該線於1973年全面關閉，直至2016年才重啟。

## 車站結構
站體為2面2線側式月台的地下車站，候車月台設有月台幕門。

### 月台配置
| ↑ 仁荷大學 |
| \| １      |
| 新浦 ↓     |

| 月台 | 路線                   | 目的地                                               |
| ---- | ---------------------- | ---------------------------------------------------- |
| 1    | ●首都圈電鐵水仁·盆唐線 | 新浦、仁川方向                                       |
| 2    | ●首都圈電鐵水仁·盆唐線 | 松島、源仁齋、烏耳島、水原、竹田、往十里、清涼里方向 |

## 歷史
- 1937年8月5日：仁川港站落成啟用。
- 1948年6月1日：改名为水仁站。
- 1955年7月1日：改名為南仁川站。
- 1973年7月14日：水仁線停駛，车站关闭。
- 2016年2月27日：以崇義站重新啟用。
- 2020年9月12日：首都圈電鐵水仁·盆唐線開通，車站編號由 K262 改為 K270。

## 車站周邊
- 仁荷大學醫學院附設醫院（朝鲜语：인하대학교 의과대학 부속병원）
- CJ第一製糖（朝鲜语：CJ제일제당）仁川1廠
- 仁川足球專用競技場（朝鲜语：인천축구전용경기장）
- 現代U-BeS醫院
- 仁川港
- 仁川港灣公社（朝鲜语：인천항만공사）
- 龍峴洞城際客運站
- 首都圈二環高速公路

## 圖片

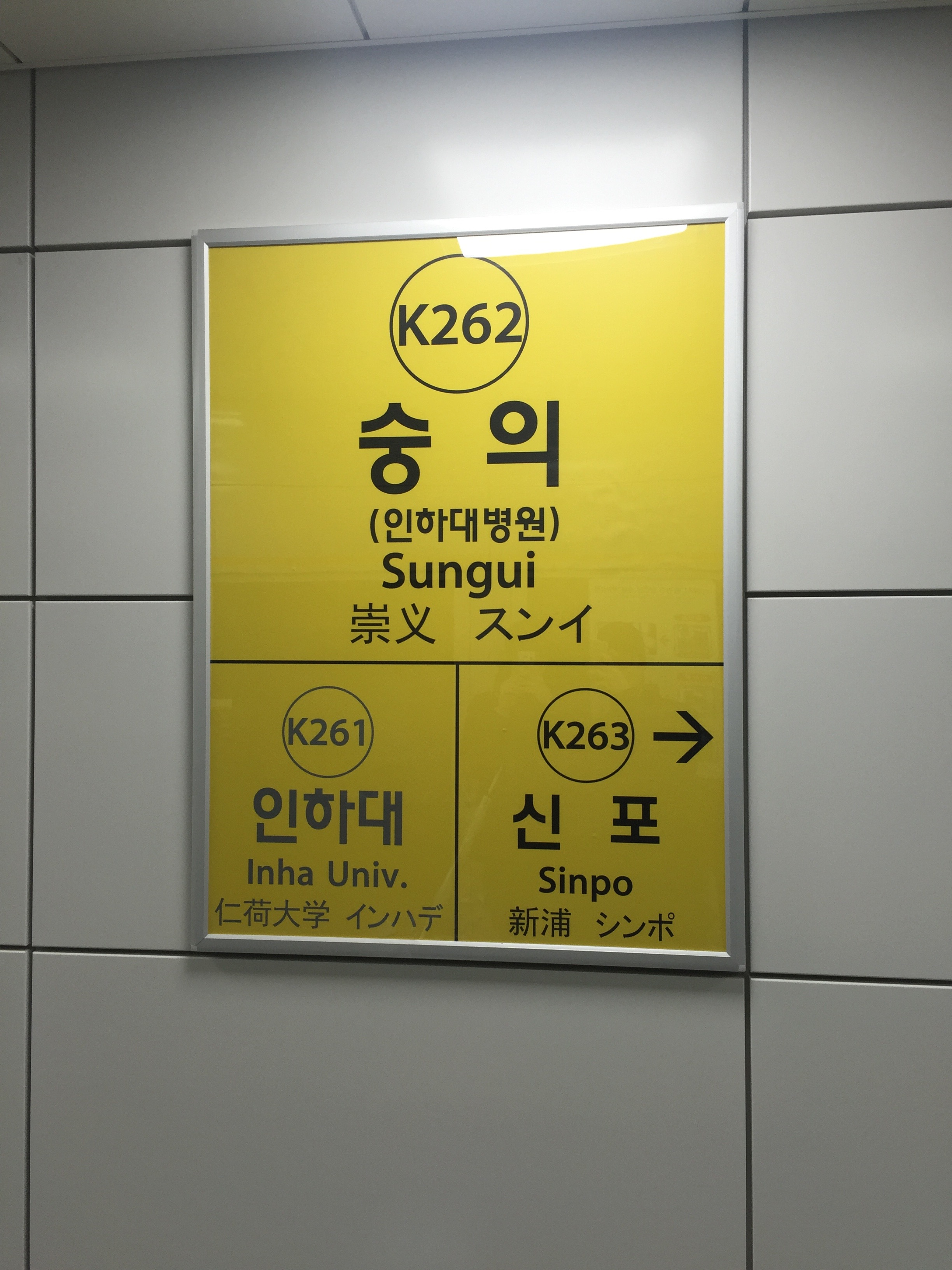
站名牌（水仁線時期）
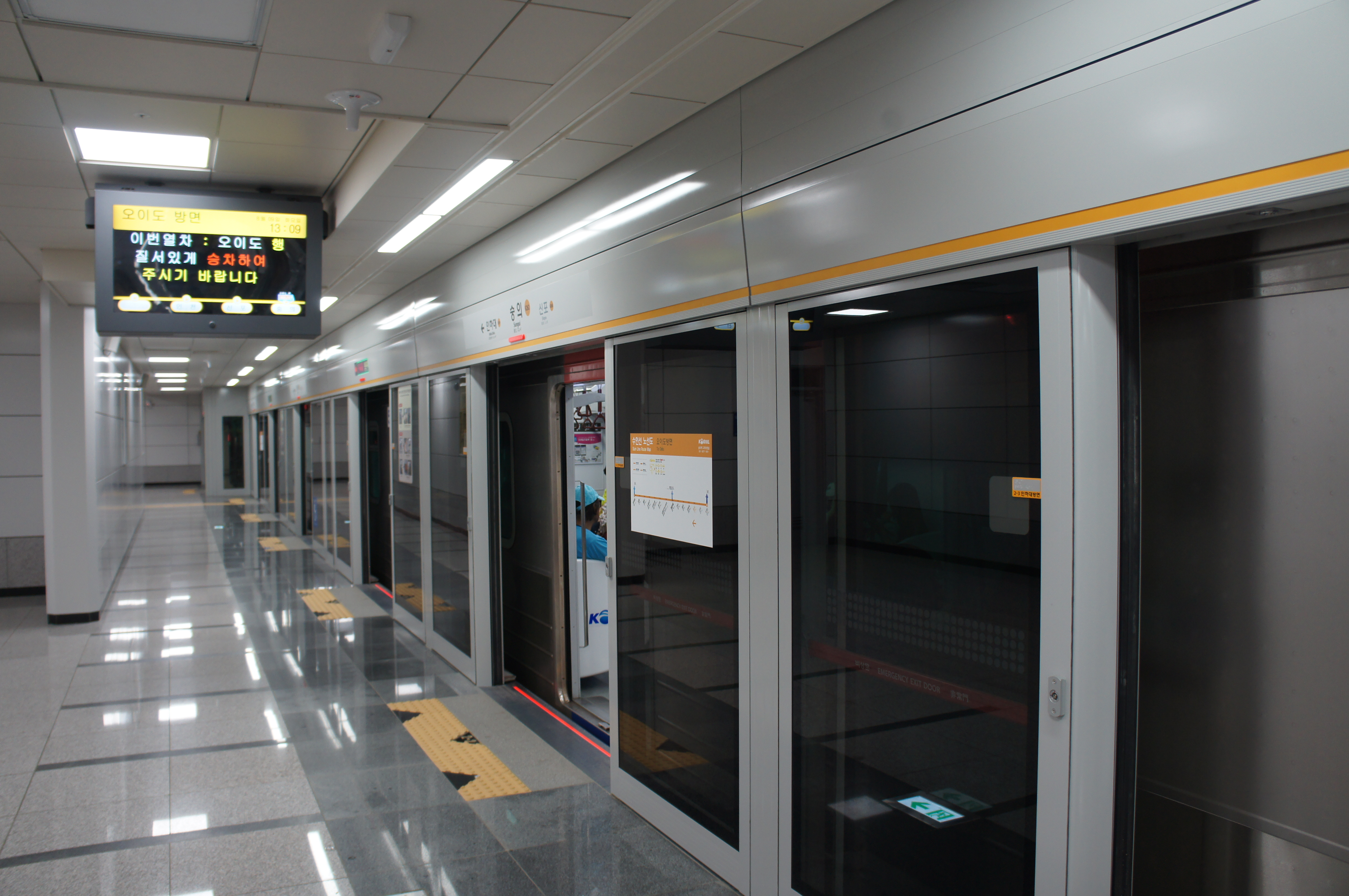
候車月台
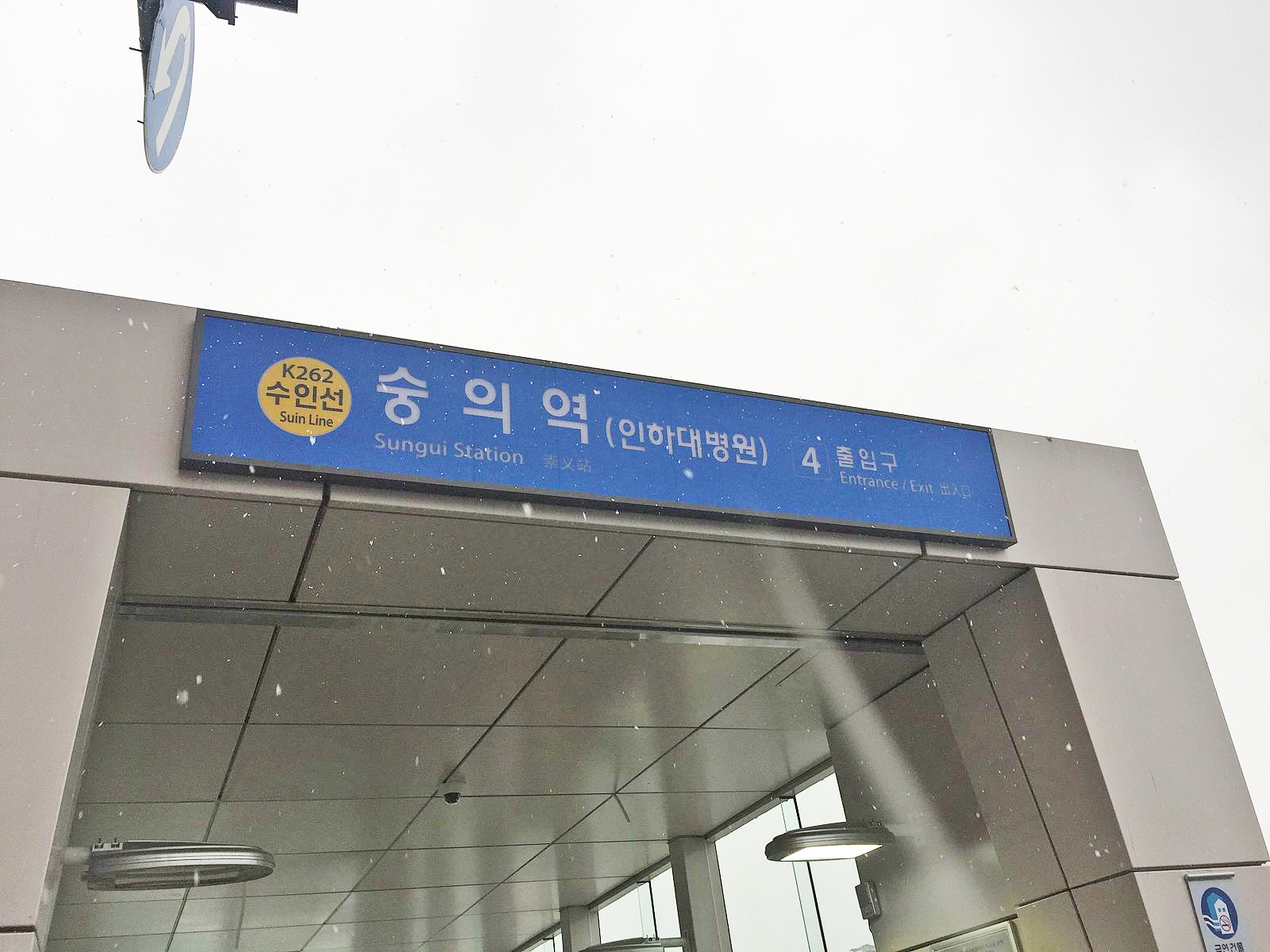
4號出口

## 相鄰車站
韓國鐵道公社
●首都圈電鐵水仁·盆唐線
仁荷大學（K269）－崇義（K270）－新浦（K271）